# 嚴世蕃
嚴世蕃（1513年—1565年），字德球（或作德求），别號東樓，江西分宜介橋村人，祖籍福建邵武，內閣首輔嚴嵩之子。嚴世蕃脖子短，體態肥胖，一隻眼睛失明。

## 生平
母歐陽氏。長女嚴氏（1547年—1602年）為衍聖公孔尚賢妻，誥命夫人。
世蕃博學強記，深得其父嚴嵩重用，為帝擬奏對，又精通道教，善於寫青詞，深得皇帝心意，由官生累官順天府治中，嚴嵩以治中临民，認為尚寶司是閒散官，乃言于世宗，嘉靖二十二年（1543年）十二月改任尚寶司少卿。二十四年四月升太常寺少卿，掌尚寶司事，三十一年升工部左侍郎，掌尚寶司事，三十九年五月九年考满，加正二品服色俸級。严嵩妻子欧阳氏去世，世蕃回鄉守喪，導致嚴嵩奏摺與所擬道教青詞都不符合皇帝心意，邹应龙彈劾嚴世蕃在丧期内纵淫。严世蕃獲罪遣戍雷州，嚴嵩削職為民。據說嚴世蕃暗中逃回故里，勾結汪直和日本倭寇，肆意淫樂。
嘉靖四十三年（1564年），嘉靖帝命林潤巡察江南。林潤得知嚴世蕃在家鄉為非作歹，搶劫、傷人二十餘起，上疏彈劾世蕃“乘軒衣蟒，有負險不臣之心，日夜與羅龍文誹謗朝政，蠱惑人心。”嚴世蕃因此下獄。刑部尚書黃光升及大理寺卿張守直等大臣們，本要彈劾嚴世蕃害死沈鍊與楊繼盛。這正符合嚴世蕃心意，因為嚴世蕃曾對手下說：「各位在外多加宣揚沈、楊兩案，只要他們狀告我這兩案，那時我便可以出獄了。沈、楊被殺，雖是我父擬旨，但還是皇上批准的，他們一提及，就是罵了皇上昏庸了，那時我不就可以出獄？」
但徐階則將沈、楊兩案刪去，因為嘉靖生性多疑，會認為大臣們在責怪皇帝，所以徐階要求彈劾嚴世蕃南通倭寇頭目汪直，北通蒙古，意圖由南北二路，水陸並發動叛變。嚴世蕃一得知此罪名，哭喊道：「必死矣」。
嘉靖四十四年（1565年），嚴世蕃與同黨羅龍文一併棄市。從嚴家搜查出家財，得黃金三萬餘兩，白銀二百萬餘兩。

## 轶事
世蕃好附庸風雅，頗善古文器玩，聽說曾一度藏有“清明上河圖”。
蘇州有人收藏趙伯驌作品《後赤壁圖》，當地官吏索取欲獻給世蕃，而主人不願給。文徵明勸友人不要因此惹禍，就為他畫了一卷《倣趙伯驌後赤壁圖》提供留藏。
世蕃以好淫聞名於世，“肉唾壺”的典故即出自嚴世蕃。世蕃仿苻朗，每天清晨醒來，數十位姬妾赤裸伏在床前，仰起頸項，張著口以為嚴世蕃的痰盂。嚴家查抄後，郡司奉台使見床下堆棄新白綾汗巾無數，知情者曰：“此穢巾，每與婦人合，輒棄其一，歲終數之。”據聞一年下來，床下最多有九百多張白綾汗巾，則世蕃幾乎日日行淫數次，因此有人認為西门庆的原型就是他，又世蕃號東樓，小說家以“西門”暗喻。
嚴世蕃曾說：「天下才、惟己與陸炳、楊博為三。」
《万历野获编》载，徐阶为了消除严嵩的戒心，把长子徐璠的次女许给严世蕃最爱的小儿子。后来严世蕃倒台，徐阶暗示徐璠鸩杀及笄之年的徐氏。

## 家族
- 父嚴嵩
- 長女嚴氏（1547年—1602年）女婿孔尚賢
- 次子严绍庭（1547—1617）
- 孫严云从（1599—1657）

## 文藝作品

### 影視作品
| 年份   | 劇名                   | 演員   | 剧中姓名 | 註解 |
| 1992   | 電視劇《92仙鶴神針》   | 歐錦棠 | 嚴世蕃   | 註解 |
| 2007年 | 电视剧《大明王朝1566》 | 张志坚 | 严世蕃   |      |
| 2010年 | 電視劇《怪俠一枝梅》   | 張明明 | 嚴世蕃   |      |
| 2020年 | 電視劇《錦衣之下》     | 韩栋   | 嚴世蕃   |      |